# Mokong
Mokong is een bestuurslaag in het regentschap Sumbawa van de provincie West-Nusa Tenggara, Indonesië. Mokong telt 2145 inwoners (volkstelling 2010).